# Deutsche Parkinson Vereinigung
Die Deutsche Parkinson Vereinigung Bundesverband e. V. ist eine 1981 gegründete Selbsthilfegruppe, die sich zum Ziel gesetzt hat die Lebensumstände von Parkinson-Patienten und deren Angehörigen zu verbessern. Der Verein hat [Stand 2024] knapp 15.300 Mitglieder und ist der siebtgrößte Selbsthilfeverband in Deutschland.
Die Arbeit des Vereins gliedert sich nach eigenen Angaben in die Bereiche
- Parkinson-Forschung
- Erprobung von Arzneimitteln
- Öffentlichkeitsarbeit
- Psychologische Stärkung der Patienten[2]

## Kritik
Seit 2004 verfügt der Verein nicht mehr über das Spendensiegel des Deutschen Zentralinstituts für soziale Fragen. Zur Erlangung des Spendensiegels sind, gemessen an den Gesamtausgaben, höchstens 35 Prozent Werbe- und Verwaltungsausgaben zulässig.
Im Mai 2010 wurde im Magazin Der Spiegel gegen die Deutsche Parkinson Vereinigung (dPV) der Vorwurf der Beeinflussung durch die Pharmaindustrie und der Verschwendung von Spendengeldern erhoben. So betrugen laut Presseberichten die Aufwendungen für die Geschäftsstelle des Bundesverbands in Neuss mit 1,1 Millionen € im Jahr 2008 mehr als 58 Prozent der gesamten Ausgaben. In der Vergangenheit gab es an der dPV immer wieder Kritik. Auch der ehemalige Bundesschatzmeister der Parkinson-Vereinigung, Ernst Geweke, forderte mehr Transparenz. Ein bundesweit verzweigtes Netz von rund 2000 Bankkonten bezeichnet Der Spiegel als dubios. Der Geschäftsführer und der Vorstand der dPV wehren sich gegen die Vorwürfe und erreichten mehrere Unterlassungserklärungen und eine Gegendarstellung zum Gehalt des Geschäftsführers: Dieses sei „um mehr als 46 % niedriger“ als die im Spiegel genannte Summe von 200.000 Euro brutto. Der infolgedessen um knapp zwei Sätze gekürzte Spiegel-Artikel ist weiterhin online.
Ausgelöst wurden die neuerlichen Diskussionen Mitte 2010 durch ein Schwarzbuch dPV. Darin wurde berichtet, dass Geschäftsführer Friedrich-Wilhelm Mehrhoff rund 200.000 Euro Gehalt erhalte und einen fast 50.000 Euro teuren Dienstwagen fahre. Auch Anfang 2011 waren die Vorwürfe keineswegs ausgeräumt.
Im August 2023 wurden Untreuevorwürfe gegen den bis Juni 2023 amtierenden Geschäftsführer Friedrich-Wilhelm Mehrhoff bekannt. Mehrhoff wird vorgeworfen mehr als 1,8 Millionen Euro veruntreut zu haben. Er soll vor allem Geld aus Erbschaften veruntreut haben.